# Israel Smith
Israel Smith, född 4 april 1759 i Suffield, Connecticut, död 2 december 1810 i Rutland, Vermont, var en amerikansk politiker (demokrat-republikan). Han representerade delstaten Vermont i båda kamrarna av USA:s kongress, först i representanthuset 1791–1797 samt 1801–1803 och sedan i senaten 1803–1807. Han var guvernör i Vermont 1807–1808.
Smith utexaminerades 1781 från Yale College. Han studerade sedan juridik och inledde sin karriär som advokat i Republiken Vermont.
Vermont blev 1791 USA:s 14:e delstat och Smith blev invald i representanthuset. Han efterträddes 1797 av Matthew Lyon. Smith tillträdde 1801 på nytt som kongressledamot. Han efterträdde sedan 1803 Nathaniel Chipman som senator för Vermont. Smith avgick 1807 som senator för att tillträda som guvernör. Han efterträddes 1808 som guvernör av Isaac Tichenor.
Smith avled 1810 och gravsattes på West Street Cemetery i Rutland.